# Lauri Nevalainen
Lauri Nevalainen, né le 24 janvier 1927 à Kotka et mort le 31 janvier 2005 dans la même ville, est un rameur finlandais.

## Biographie
Nevalainen a suivi quatre années d'école primaire et cinq années d'école secondaire. Il a effectué son service militaire dans la marine à Turku en 1946. Après l'armée, il est allé travailler dans les usines Sunila. Il a quitté Sunila en 1963 et a commencé à travailler comme concierge dans les restaurants de Kotka.
Avant de se mettre à l'aviron, Nevalainen avait participé à des compétitions de ski, et le ski est resté un hobby même après ses meilleures années d'aviron. En 1949, l'aviron est devenu le hobby numéro un de Nevalainen lorsqu'il a commencé à s'entraîner avec Veikko Lomm, Kauko Wahlstén et Oiva Lomm. Les deux premières années de ce quatuor de Sunila Rowing sont consacrées à la pratique de la technique et à l'acquisition d'une bonne condition physique. Au cours de l'été 1951, l'entraîneur allemand Georg Hartung s'est rendu en Finlande et, avec Veikko Lomm, il a mis au point un programme d'entraînement intensif pour le quatuor. En plus de l'aviron, le programme comprenait de la course à pied et du ski pour renforcer les muscles droits, et en hiver, la technique était pratiquée avec de la natation en piscine.

### Palmarès

#### Aviron aux Jeux olympiques
- 1952 à Helsinki,  Finlande
  -  Médaille de bronze en quatre sans barreur[2]